# NBA Live 99
NBA Live 99 est un jeu vidéo de basket-ball sorti en 1998 et fonctionne sur PlayStation, Windows et Nintendo 64. Le jeu a été développé par EA Sports puis édité par EA Sports.

## Accueil

### Critiques
Le magazine Joypad lui a attribué la note de 5/10.